# Pseudocentrum purdii
Pseudocentrum purdii är en orkidéart som beskrevs av Leslie Andrew Garay. Pseudocentrum purdii ingår i släktet Pseudocentrum och familjen orkidéer. Inga underarter finns listade i Catalogue of Life.